# معركة الرحيبة
معركة الرحيبة أو موقعة يوم الرحيبة هي معركة دارت بين المقاومين الليبيّين وقوات ليبيا الإيطالية في منطقة الرحيبة شرق ليبيا، يوم 28 من مارس عام 1927، جاءت بعد زحف القوات الإيطالية على معسكرات الثوار في دور العبيد. انتهت المعركة بانتصار المقاومين الليبين وهزيمة الإيطاليين وانسحابهم، وترتَّب عليها وقوع معركة أم الشافتير فيما بعد.

## المعركة
بدأت المعركة عندما شنَّ الإيطاليون هجوماً على معسكرٍ للثوار هو دور العبيد يقع في منخفض الرحيبة شرق ليبيا، قدَّروا عدد المقاتلين المرابطين فيه بنحو 250 شخصاً. فعندما تمكَّنت القيادة - عبر الطيران - من اكتشاف الموقع ووجود الثوار فيه، أمرت خلال يومين إلى ثلاثةٍ بتوجيه القوات الإيطالية نحوه وتطويقه من جهة الشمال. أصدرت الأوامر في الساعة السادسة صباحاً من يوم السابع والعشرين من مارس ببدء تجميع القوات استعداداً للهجوم، وعند العاشرة إلا ربعاً تحركت القوات المؤلفة من الكتيبة السابعة الليبية وقسم بطارية ليبية وباندة من الفرسان. بدأت القوات التحرك نحو الهدف النهائي في السابعة إلا ربعاً من يوم 28 من مارس، وفي السابعة والنصف وصلت الطلائع، وتزايدت المقاومة حتى تحوَّلت إلى معركةٍ عنيفة. أدت المعركة في البداية إلى استيلاء الطليان على المنحدر الواقع جنوبيّ الرحيبة، لكن بعد ذلك أطلق الثوار هجوماً مضاداً، وأخذوا بتطويق القوات الإيطالية من الشرق، وهنا أدرك القائد باتي أن قوات الثوار أكثر ممَّا تم تقديره في البداية وأن مقاومتها أشد مما كان متوقعاً، فأصدر أوامره بالانسحاب، وهنا تقهقرت القوات الإيطالية وتكبَّدت خسائر فادحة، بلغت - بحسب التقارير الرسمية - 6 ضباط و304 جنود، من أصل 756 جندياً وضابطاً.

## نتائج المعركة
أثارت الهزيمة الإيطالية في معركة الرحيبة قلقاً كبيراً في أوساط القيادة الإيطالية، وأثارت حماسةً كبيرة بالمقابل لدى الثوار الليبيين ورفعت من معنوياتهم. وقد ذكر حاكم ليبيا الإيطالية آنذاك - إتيليو تروتسي - إن المعركة أدَّت بشكلٍ غير متوقَّع إلى إيقاف تقدم العمليات والوضع العسكري في برقة بما يعاكس مصلحة إيطاليا. وقد كانت هذه الهزيمة بمثابة القشَّة التي قصمت ظهر البعير، فلم تعد الحكومة الإيطاليَّة في روما قادرة على تقبَّل أي هزيمة بعد أن ظهر جيشها بمظهر هزليّ أمام باقي جيوش أوروبا، كذلك كان الحكَّام الإيطاليّون في ليبيا قد طفح بهم الكيل من الهزائم المُتكررة، وكان لا بدّ لهم من إعادة اعتبارهم ورفع معنويَّات الجنود المنهارة، فشرعوا يعدّون الجيوش الجرَّارة لاحتلال الجبل الأخضر واتخاذه قاعدة لها، ودارت على إثر ذلك معركة أم الشافتير.